# Llista d'asteroides/197101-197200
| Nom      | Designació provisional | Data de descobriment   | Lloc de descobriment | Descobridor/s |
| -------- | ---------------------- | ---------------------- | -------------------- | ------------- |
| 197101 - | 2003 UF192             | 23 d'octubre de 2003   | Anderson Mesa        | LONEOS        |
| 197102 - | 2003 UC193             | 20 d'octubre de 2003   | Kitt Peak            | Spacewatch    |
| 197103 - | 2003 UQ193             | 20 d'octubre de 2003   | Socorro              | LINEAR        |
| 197104 - | 2003 UD195             | 20 d'octubre de 2003   | Kitt Peak            | Spacewatch    |
| 197105 - | 2003 UW195             | 20 d'octubre de 2003   | Kitt Peak            | Spacewatch    |
| 197106 - | 2003 UK198             | 21 d'octubre de 2003   | Kitt Peak            | Spacewatch    |
| 197107 - | 2003 UR198             | 21 d'octubre de 2003   | Kitt Peak            | Spacewatch    |
| 197108 - | 2003 UP202             | 21 d'octubre de 2003   | Socorro              | LINEAR        |
| 197109 - | 2003 UG203             | 21 d'octubre de 2003   | Kitt Peak            | Spacewatch    |
| 197110 - | 2003 UN203             | 21 d'octubre de 2003   | Kitt Peak            | Spacewatch    |
| 197111 - | 2003 UZ204             | 22 d'octubre de 2003   | Socorro              | LINEAR        |
| 197112 - | 2003 UO205             | 22 d'octubre de 2003   | Haleakala            | NEAT          |
| 197113 - | 2003 UU205             | 22 d'octubre de 2003   | Socorro              | LINEAR        |
| 197114 - | 2003 UC208             | 22 d'octubre de 2003   | Kitt Peak            | Spacewatch    |
| 197115 - | 2003 UG208             | 22 d'octubre de 2003   | Kitt Peak            | Spacewatch    |
| 197116 - | 2003 UB209             | 23 d'octubre de 2003   | Kitt Peak            | Spacewatch    |
| 197117 - | 2003 UO209             | 23 d'octubre de 2003   | Kitt Peak            | Spacewatch    |
| 197118 - | 2003 UU209             | 23 d'octubre de 2003   | Kitt Peak            | Spacewatch    |
| 197119 - | 2003 UR211             | 23 d'octubre de 2003   | Kitt Peak            | Spacewatch    |
| 197120 - | 2003 UQ214             | 21 d'octubre de 2003   | Anderson Mesa        | LONEOS        |
| 197121 - | 2003 UN215             | 21 d'octubre de 2003   | Kitt Peak            | Spacewatch    |
| 197122 - | 2003 UU215             | 21 d'octubre de 2003   | Kitt Peak            | Spacewatch    |
| 197123 - | 2003 UO218             | 21 d'octubre de 2003   | Socorro              | LINEAR        |
| 197124 - | 2003 UQ223             | 22 d'octubre de 2003   | Socorro              | LINEAR        |
| 197125 - | 2003 UK225             | 22 d'octubre de 2003   | Kitt Peak            | Spacewatch    |
| 197126 - | 2003 UX225             | 22 d'octubre de 2003   | Kitt Peak            | Spacewatch    |
| 197127 - | 2003 UJ227             | 23 d'octubre de 2003   | Kitt Peak            | Spacewatch    |
| 197128 - | 2003 UX227             | 23 d'octubre de 2003   | Kitt Peak            | Spacewatch    |
| 197129 - | 2003 UG229             | 23 d'octubre de 2003   | Anderson Mesa        | LONEOS        |
| 197130 - | 2003 UX230             | 24 d'octubre de 2003   | Socorro              | LINEAR        |
| 197131 - | 2003 UQ232             | 24 d'octubre de 2003   | Socorro              | LINEAR        |
| 197132 - | 2003 UY233             | 24 d'octubre de 2003   | Socorro              | LINEAR        |
| 197133 - | 2003 UF235             | 24 d'octubre de 2003   | Kitt Peak            | Spacewatch    |
| 197134 - | 2003 UK237             | 23 d'octubre de 2003   | Haleakala            | NEAT          |
| 197135 - | 2003 UK240             | 24 d'octubre de 2003   | Socorro              | LINEAR        |
| 197136 - | 2003 UZ240             | 24 d'octubre de 2003   | Kitt Peak            | Spacewatch    |
| 197137 - | 2003 UG244             | 24 d'octubre de 2003   | Socorro              | LINEAR        |
| 197138 - | 2003 UY246             | 24 d'octubre de 2003   | Kitt Peak            | Spacewatch    |
| 197139 - | 2003 UB247             | 24 d'octubre de 2003   | Socorro              | LINEAR        |
| 197140 - | 2003 UA248             | 25 d'octubre de 2003   | Kitt Peak            | Spacewatch    |
| 197141 - | 2003 UE249             | 25 d'octubre de 2003   | Socorro              | LINEAR        |
| 197142 - | 2003 UW250             | 25 d'octubre de 2003   | Socorro              | LINEAR        |
| 197143 - | 2003 UG251             | 25 d'octubre de 2003   | Kitt Peak            | Spacewatch    |
| 197144 - | 2003 UX255             | 25 d'octubre de 2003   | Socorro              | LINEAR        |
| 197145 - | 2003 US256             | 25 d'octubre de 2003   | Socorro              | LINEAR        |
| 197146 - | 2003 UM258             | 25 d'octubre de 2003   | Kitt Peak            | Spacewatch    |
| 197147 - | 2003 UW258             | 25 d'octubre de 2003   | Socorro              | LINEAR        |
| 197148 - | 2003 UL261             | 26 d'octubre de 2003   | Catalina             | CSS           |
| 197149 - | 2003 US263             | 27 d'octubre de 2003   | Socorro              | LINEAR        |
| 197150 - | 2003 US265             | 27 d'octubre de 2003   | Kitt Peak            | Spacewatch    |
| 197151 - | 2003 UU266             | 28 d'octubre de 2003   | Socorro              | LINEAR        |
| 197152 - | 2003 UU267             | 28 d'octubre de 2003   | Socorro              | LINEAR        |
| 197153 - | 2003 UE271             | 17 d'octubre de 2003   | Palomar              | NEAT          |
| 197154 - | 2003 UD272             | 28 d'octubre de 2003   | Haleakala            | NEAT          |
| 197155 - | 2003 UJ272             | 29 d'octubre de 2003   | Kitt Peak            | Spacewatch    |
| 197156 - | 2003 UL272             | 29 d'octubre de 2003   | Kitt Peak            | Spacewatch    |
| 197157 - | 2003 UZ272             | 29 d'octubre de 2003   | Socorro              | LINEAR        |
| 197158 - | 2003 UF273             | 29 d'octubre de 2003   | Socorro              | LINEAR        |
| 197159 - | 2003 UH273             | 29 d'octubre de 2003   | Socorro              | LINEAR        |
| 197160 - | 2003 UJ273             | 29 d'octubre de 2003   | Kitt Peak            | Spacewatch    |
| 197161 - | 2003 UM273             | 29 d'octubre de 2003   | Kitt Peak            | Spacewatch    |
| 197162 - | 2003 UU273             | 29 d'octubre de 2003   | Kitt Peak            | Spacewatch    |
| 197163 - | 2003 UJ274             | 30 d'octubre de 2003   | Socorro              | LINEAR        |
| 197164 - | 2003 UA276             | 29 d'octubre de 2003   | Catalina             | CSS           |
| 197165 - | 2003 UE277             | 30 d'octubre de 2003   | Haleakala            | NEAT          |
| 197166 - | 2003 UG277             | 25 d'octubre de 2003   | Kitt Peak            | Spacewatch    |
| 197167 - | 2003 UM277             | 25 d'octubre de 2003   | Socorro              | LINEAR        |
| 197168 - | 2003 UE279             | 26 d'octubre de 2003   | Kitt Peak            | Spacewatch    |
| 197169 - | 2003 UH279             | 27 d'octubre de 2003   | Kitt Peak            | Spacewatch    |
| 197170 - | 2003 UZ279             | 27 d'octubre de 2003   | Socorro              | LINEAR        |
| 197171 - | 2003 US280             | 28 d'octubre de 2003   | Socorro              | LINEAR        |
| 197172 - | 2003 UU280             | 28 d'octubre de 2003   | Socorro              | LINEAR        |
| 197173 - | 2003 UW280             | 28 d'octubre de 2003   | Socorro              | LINEAR        |
| 197174 - | 2003 UG282             | 29 d'octubre de 2003   | Anderson Mesa        | LONEOS        |
| 197175 - | 2003 UT282             | 29 d'octubre de 2003   | Anderson Mesa        | LONEOS        |
| 197176 - | 2003 UE286             | 22 d'octubre de 2003   | Kitt Peak            | M. W. Buie    |
| 197177 - | 2003 UJ287             | 22 d'octubre de 2003   | Kitt Peak            | M. W. Buie    |
| 197178 - | 2003 UF294             | 16 d'octubre de 2003   | Kitt Peak            | Spacewatch    |
| 197179 - | 2003 UM296             | 16 d'octubre de 2003   | Kitt Peak            | Spacewatch    |
| 197180 - | 2003 UT296             | 16 d'octubre de 2003   | Kitt Peak            | Spacewatch    |
| 197181 - | 2003 UU296             | 16 d'octubre de 2003   | Kitt Peak            | Spacewatch    |
| 197182 - | 2003 UP303             | 17 d'octubre de 2003   | Kitt Peak            | Spacewatch    |
| 197183 - | 2003 UO309             | 20 d'octubre de 2003   | Palomar              | NEAT          |
| 197184 - | 2003 UT309             | 20 d'octubre de 2003   | Socorro              | LINEAR        |
| 197185 - | 2003 UV309             | 20 d'octubre de 2003   | Kitt Peak            | Spacewatch    |
| 197186 - | 2003 UN310             | 22 d'octubre de 2003   | Palomar              | NEAT          |
| 197187 - | 2003 UV314             | 20 d'octubre de 2003   | Kitt Peak            | Spacewatch    |
| 197188 - | 2003 UB315             | 24 d'octubre de 2003   | Socorro              | LINEAR        |
| 197189 - | 2003 UL317             | 19 d'octubre de 2003   | Apache Point         | SDSS          |
| 197190 - | 2003 UF318             | 16 d'octubre de 2003   | Palomar              | NEAT          |
| 197191 - | 2003 VE                | 3 de novembre de 2003  | Socorro              | LINEAR        |
| 197192 - | 2003 VK                | 5 de novembre de 2003  | Piszkéstető          | K. Sárneczky  |
| 197193 - | 2003 VX                | 5 de novembre de 2003  | Socorro              | LINEAR        |
| 197194 - | 2003 VX1               | 2 de novembre de 2003  | Socorro              | LINEAR        |
| 197195 - | 2003 VQ5               | 15 de novembre de 2003 | Kitt Peak            | Spacewatch    |
| 197196 - | 2003 VB8               | 15 de novembre de 2003 | Junk Bond            | D. Healy      |
| 197197 - | 2003 VH9               | 15 de novembre de 2003 | Palomar              | NEAT          |
| 197198 - | 2003 VV9               | 15 de novembre de 2003 | Palomar              | NEAT          |
| 197199 - | 2003 VS11              | 2 de novembre de 2003  | Socorro              | LINEAR        |
| 197200 - | 2003 WJ                | 16 de novembre de 2003 | Catalina             | CSS           |